# Abdul Wahab Zahiri
Abdul Wahab Zahiri, född 27 maj 1992, är en afghansk friidrottare (kortdistanslöpare). Han deltog vid olympiska sommarspelen 2016.